# Lancaster (Pennsylvania)
Lancaster è una città degli Stati Uniti d'America, capoluogo della contea di Lancaster nello Stato della Pennsylvania.
Lancaster ha un'area metropolitana che conta circa 500.000 abitanti.
La città vanta industrie nel settore delle tecnologie avanzate e ha applicato proprio nel proprio comune uno dei sistemi più spinti al mondo di videosorveglianza delle strade cittadine. Questa forma di polizia, per altro piuttosto costosa, ha però sollevato molte critiche avviando un dibattito che rimane aperto sui limiti tra privacy ed esigenze di sicurezza.